# Skrattmänniskan
Skrattmänniskan (engelska: The Man Who Laughs) är en amerikansk stumfilm från 1928 i regi av Paul Leni. Filmen är baserad på Victor Hugos roman från 1869 med samma namn (originaltitel: L'Homme qui rit). I huvudrollerna som Gwynplaine och Dea ses Conrad Veidt och Mary Philbin.

## Rollista i urval
- Conrad Veidt – Gwynplaine
- Mary Philbin – Dea
- Brandon Hurst – Barkilphedro
- Julius Molnar, Jr. – Gwynplaine (som barn)
- Olga V. Baklanova – Hertiginna Josiana
- Cesare Gravina – Ursus
- Stuart Holmes – Lord Dirry-Moir
- Samuel de Grasse – Kung James II Stuart
- George Siegmann – Dr. Hardquanonne
- Josephine Crowell – Drottning Anne Stuart
- Charles Puffy – Värdshusvärd